# 伦敦海军条约
《伦敦海军条约》是於1930年4月22日，由《华盛顿海军条约》的缔约国——英国、美国、日本、意大利及法国召开伦敦海军军备会议签订的《限制和削减海军军备条约》（即伦敦海军条约），五個國家在1930年10月27日完成簽約換文，有效期至1936年12月31日為止。

## 條款與規範
倫敦海軍條約是延續1927年日內瓦海軍會議的核心精神，也就是延續《華盛頓海軍條約》，暫停海軍軍備競賽。日內瓦海軍會議失敗的緣故，一般認為是美國和英國對於巡洋艦的規模認知歧異過大，導致五個海軍強國缺少共識。不過1929年經濟大恐慌某種意義上型塑了共識：政府必須削減開支度過難關。1929年6月14日美國總統胡佛和英國首相拉姆齊·麥克唐納在瑞皮丹營地會晤得到共識後，軍備控制會議在倫敦重新舉辦。
第一條規定1931到1936年之間，英國、美國、日本皆放棄行使《華盛頓海軍條約》中替換主力艦的權力，法國和義大利仍可依《華盛頓海軍條約》進行主力艦替換。
第二條列出英國、美國、日本分別需廢棄的主力艦，以及可改裝成練習艦的主力艦。
第三條重新定義航空母艦。航空母艦為搭載飛機且供飛機由此起降的作戰艦艇，不再考慮其噸位。並規範主力艦不得安裝飛機降落甲板。
第四條和第五條規定英國、美國、日本不得建造或擁有小於10,000噸或火炮口徑大於6.1英寸（155 mm）的航空母艦。此外，《華盛頓海軍條約》中第九條和第十條提到的6英寸（152 mm）皆改為6.1英寸（155 mm）。
第六條定義標準排水量適用於所有水面作戰艦艇。潛艦標準排水量定義為潛艦建造完畢後，於水面狀態下搭載航行時所需人員、燃料、武器、彈藥、淡水等所有人員所需物資。本條約之噸，除特別記載為公噸外，其餘皆為长吨(1.016公噸)。
第七條限制簽約國不得建造或擁有超過2,000噸或火炮口徑超過5.1英寸（130 mm）的潛艦。惟各簽約國可保留三艘不超過2.800噸或火炮口徑不超過6.1英寸（155 mm）的大型潛艦。其中法國可在三艘大型潛艦的額度中保留一艘不超過2,880噸且火炮口徑不超過8英寸（203 mm）的大型潛艦。
第八條規定不限制簽約國600噸以下的水面作戰艦艇數量。超過600噸但不超過2,000噸的水面作戰艦艇數量也不限制，但不能有下列條件： 
- 火炮口徑超過6.1英寸（155 mm）。
- 火炮口徑3英寸（76.2 mm）以上超過四門。
- 配備魚雷。
- 航速大於20節。

第十五條定義巡洋艦和驅逐艦。
- 巡洋艦：超過1,850噸，火炮口徑大於5.1英寸（130 mm）且非主力艦或航空母艦的水面作戰艦艇。再依照火炮口徑區分如下：
  - a型巡洋艦(重巡洋艦)：火炮口徑大於6.1英寸（155 mm）。
  - b型巡洋艦(輕巡洋艦)：火炮口徑小於6.1英寸（155 mm）。
- 驅逐艦：不超過1,850噸，火炮小於5.1英寸（130 mm）的水面作戰艦艇。

第十六條限制英國、美國、日本擁有的巡洋艦、驅逐艦和潛艇總噸位。
- 英國、美國、日本重巡洋艦總數量為15艘：18艘：12艘。
- 英國、美國、日本重巡洋艦總噸位為146,800噸：180,000噸：108,400噸。
- 英國、美國、日本輕巡洋艦總噸位為192,200噸：143,500噸：100,450噸。
- 英國、美國、日本驅逐艦總噸位為150,000噸：150,000噸：105,500噸。
- 英國、美國、日本潛艦總噸位為52,700噸：52,700噸：52,700噸。

第二十二條規範潛艦需同樣遵守水面作戰艦艇對於攻擊商船的國際規則。
附件一規範簽約國的船艦年限與替換規則。
附件二規範簽約國的船艦廢棄規則與改造為訓練艦的相關規定，並列出各國那些主力艦可改造為訓練艦。
在倫敦海軍條約簽訂後，1932年五個海軍列強國召開第二次日內瓦海軍會議，為第二次倫敦海軍條約談判鋪路。

## 條約要求廢棄的主力艦

### 英國
- 鐵公爵級戰列艦
  - 鐵公爵號、馬爾波羅號、本鮑號、印度皇帝號

其中鐵公爵號戰列艦允許改裝為訓練艦。

### 美國
- 懷俄明級戰列艦
  - 懷俄明號或阿肯色號其中一艘
- 佛羅里達級戰列艦
  - 佛羅里達號、猶他號

其中懷俄明號或阿肯色號其中一艘戰列艦允許改裝為訓練艦。

### 日本
- 金剛級戰列巡洋艦
  - 比叡號

其中比叡號戰列巡洋艦允許改裝為訓練艦。

## 影響
受到條約規定影響，日本比較小型的古鷹級和青葉級被列入重巡洋艦，造成不利的狀況。然而後來日本反而利用條約的定義建造最上級輕巡洋艦扳回一城。這也造成六年後的第二次倫敦海軍條約限制輕巡洋艦不得超過8000噸的因素。
此外，由於日本不能再建造特型驅逐艦，這在設計初春級時造成很大的壓力，也使得後來的造艦在小排水量艦艇拼命塞武器使重心過高，終於引發友鶴事件和隨後的第四艦隊事件，這也對後來日本決定退出條約有影響。
美國同樣受到排水量限制，造出的驅逐艦和巡洋艦重心普遍過高，雖然缺點並沒有立刻顯現，但在後期改裝的時候就明顯感受問題，也因此，二次大戰後無條約時代，條約型驅逐艦和巡洋艦多半很快就退役。

## 延伸阅读
- Baker, A. D., III. . Warship International. 1989, XXVI (3): 217–255. ISSN 0043-0374.
- Dingman, Roger. Power in the Pacific: the origins of naval arms limitation, 1914-1922 (1976)
- Goldstein, Erik, and John H. Maurer, eds. The Washington Conference, 1921-22: Naval Rivalry, East Asian Stability and the Road to Pearl Harbor (Taylor & Francis, 1994).
- Maurer, John, and Christopher Bell, eds. At the crossroads between peace and war: the London Naval Conference in 1930 (Naval Institute Press, 2014).
- Redford, Duncan. "Collective Security and Internal Dissent: The Navy League's Attempts to Develop a New Policy towards British Naval Power between 1919 and the 1922 Washington Naval Treaty." History 96.321 (2011): 48-67.
- Roskill, Stephen. Naval Policy Between Wars. Volume I: The Period of Anglo-American Antagonism 1919-1929 (Seaforth Publishing, 2016).
- Steiner, Zara S. (2005). The Lights that Failed: European International History 1919–1933. （页面存档备份，存于） Oxford: Oxford University Press. ISBN 978-0-19-822114-2; OCLC 58853793